# Cortinarius rigens
Cortinarius rigens (Christian Hendrik Persoon, 1801 ex Elias Magnus Fries, 1838) din încrengătura Basidiomycota, în familia Cortinariaceae și de genul Cortinarius este o specie devenită rară de ciuperci necomestibile care coabitează, fiind un simbiont micoriza (formează micorize pe rădăcinile arborilor). O denumire populară nu este cunoscută. În România, Basarabia și Bucovina de Nord trăiește în regiuni mai călduroase pe sol calcaros, solitar precum în grupuri mici în păduri de conifere sub molizii și pini precum în cele de foioase și mixte pe lângă fagi. Apare de la câmpie la munte, din iulie până în octombrie.

## Taxonomie

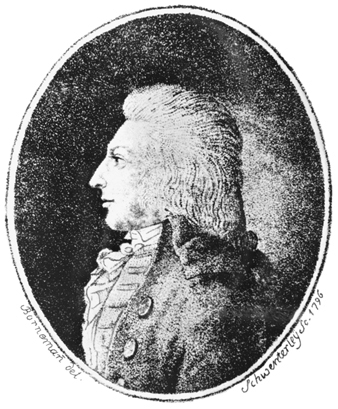
C. H. Persoon

Numele binomial a fost determinat de cunoscutul micolog bur Christian Hendrik Persoon în volumul 1 al operei sale Synopsis methodica Fungorum din 1801 drept Agaricus flexipes.
Apoi, în 1838, renumitul savant Elias Magnus Fries a transferat specia la genul Cortinarius sub păstrarea epitetului, de verificat în cartea sa Epicrisis systematis mycologici, seu synopsis hymenomycetum, fiind și numele curent valabil (2023). 
Taxon obligatoriu este Hydrocybe rigens creat de micologul german Friedrich Otto Wünsche în 1877 pe baza descrierii lui Persoon.
Mai trebuie menționat că taxonul Cortinarius candelaris descris de Elias Magnus Fries tot în 1838 este, conform Checklist of the British & Irish Basidiomycota din 2005, văzut de mulți alți micologi britanici drept sinonim al speciei aici descrise.
De asemenea, toate celelalte încercări de redenumire precum variațiile descrise (vezi infocaseta) sunt acceptate sinonim.
Epitetul specific este derivat din cuvântul latin (latină rigidus=dur, rigid, solid, țeapăn), referindu-se la calitatea cărnii.

## Descriere

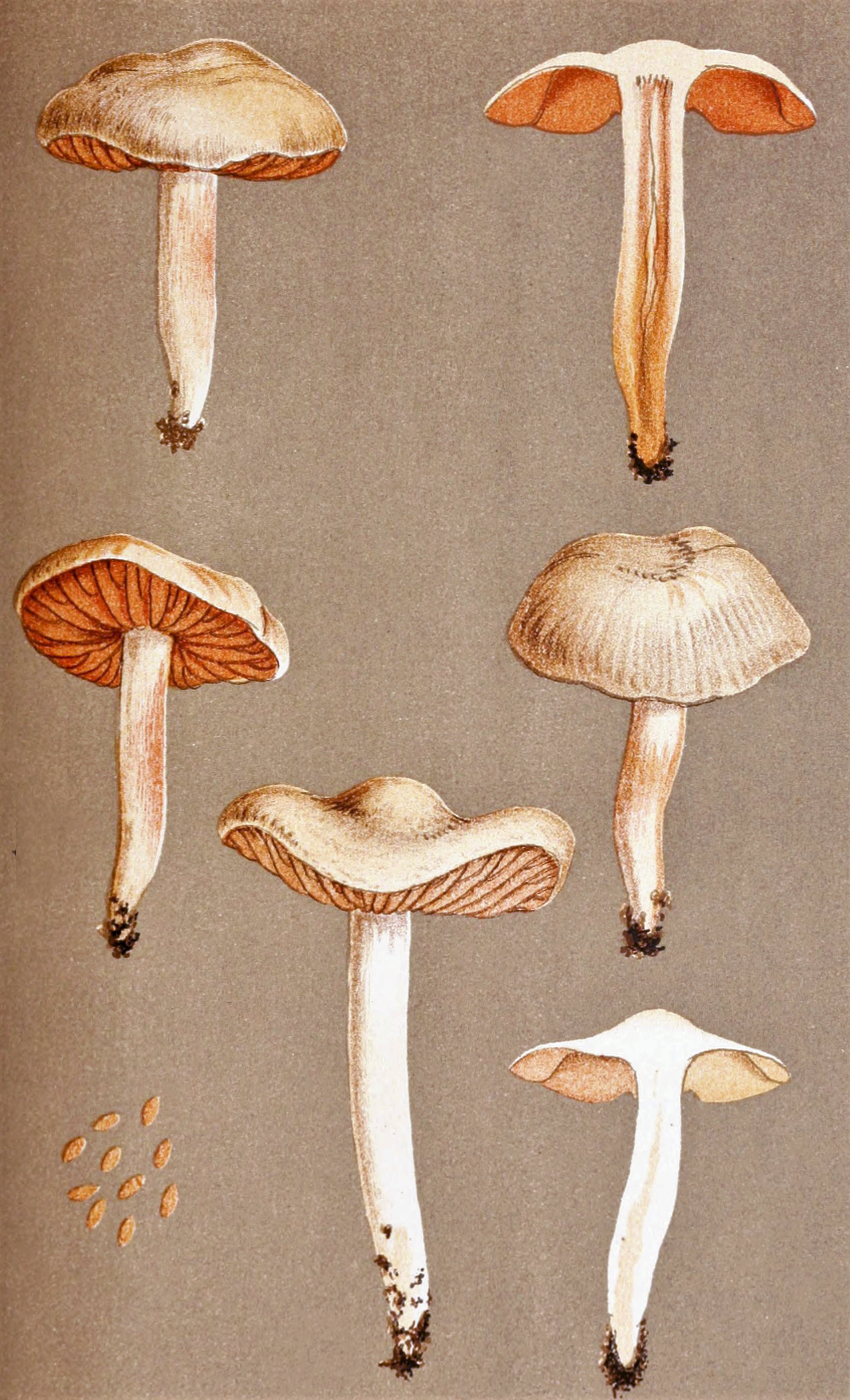
Cooke: Cortinarius rigens

- Pălăria: are un diametru între 2,5-5 (6) cm, este destul de subțire, puternic higrofană, la început conic-emisferică, emisferic-campanulată sau în forma de clopot cu marginea rulată spre interior. Devine ulterior convexă, plat-convexă, plată sau plat-deprimată, prezentând de obicei o cocoașă centrală rotunjită mai mult sau mai puțin proeminentă. Marginea în vârstă răsucită spre sus îi conferă nu rar un aspect parabolic. Cuticula de higrofanitate semnificativă este groasă, lucioasă, uscată, netedă care crapă adesea când mediul este uscat, fiind acoperită cu fibrile înnăscute alb-cenușii, mai abundente și evidente la periferie, care îi conferă la exemplarele tinere un aspect mai mult sau mai puțin mătăsos. Coloritul în diverse forme maronii (depinde de gradul de hidratare), adesea brun-gălbui până brun-roșiatic, capătă nuanțe maro-ocracee, ocracee sau crem-ocracee la deshidratare.
- Lamelele: destul de subțiri și aglomerate, cu lameluțe intercalate de lungime diferită, sunt drepte, mai târziu ceva bombate, strâns aderate la picior, aproape decurente, fiind învăluite la început de o cortină slabă și repede efemeră de culoare albicioasă, fragment al vălului parțial. Coloritul inițial  crem murdar sau ocru ( ca cafeaua cu lapte) devine la bătrânețe ruginiu. Muchiile mai deschise, anterior netede, devin cu avansarea în vârstă ferestruite.
- Piciorul: cu o lungime de 4-10 cm și un diametru de 1-1,5 cm este rigid, tare, ferm, zvelt, drept sau curbat, cilindric sau fusiform, inițial plin, dar la bătrânețe gol pe dinăuntru. Scoarța este groasă și cartilaginoasă, suprafața fiind floculoasă la vârf și uneori brăzdată slab pe toată lungimea ei. Coloritul alb îngălbenește cu vârsta de la bază. Baza radicală pătrunde uneori adânc in substrat prezentând un miceliu alb. O zonă inelară lipsește.
- Carnea: fibroasă, mai întâi albicioasă până palid maronie, apoi ocracee, nu se decolorează mai departe după tăiere. Mirosul este neplăcut mucegăit și pământos, iar carnea astringentă și amară.[3][4]
- Caracteristici microscopice: are spori, ovoidali, elipsoidali sau oarecum de aspectul migdalelor, de culoare ocracee până la ocru-maronie, cu o ornamentație medie formată din negi denși mai mult sau mai puțin anastomozați, măsurând 7-10 x 5-5,5 microni. Pulberea lor este ruginie. Basidiile hialine, clavate cu anse bazale anastomozate și 4 sterigme fiecare au o dimensiune de 25-35 x 7-9 microni. Celulele cuticulei (pileipellis) de tip xerocutis (o ixocutis uscată) sunt duble. Epicutis subțire este formată din hife de 3-6 μm grosime, foarte lejer dispuse la suprafață cu numeroase terminații libere între ele, cele mai adânci ceva mai compacte, prezentând un pigment parietal sau intracelular încrustat brun-gălbui sau ocraceu. Hipocutis (care se află sub epicutis) este alcătuită dintr-un țesut format din hife de până la 20 μm grosime cu numeroase septuri transversale care definesc segmente veziculare sau alantoide, dând astfel întregului un aspect subcelular Are un pigment brun-gălbui și o localizare epi-parietal-incrustantă sau intra-parietală. Cistidele (elemente sterile situate în stratul himenial sau printre celulele din pielița pălăriei și a piciorului, probabil cu rol de excreție): marginea himenoforului este eterogen, și se pot observa celule hialine, sterile, cilindrice sau clavate de 20-30 x 7-9 microni.[10]
- Reacții chimice: suprafața și carnea pălăriei se decolorează cu o soluție de baze (de exemplu hidroxid de potasiu) brun închis.[10]

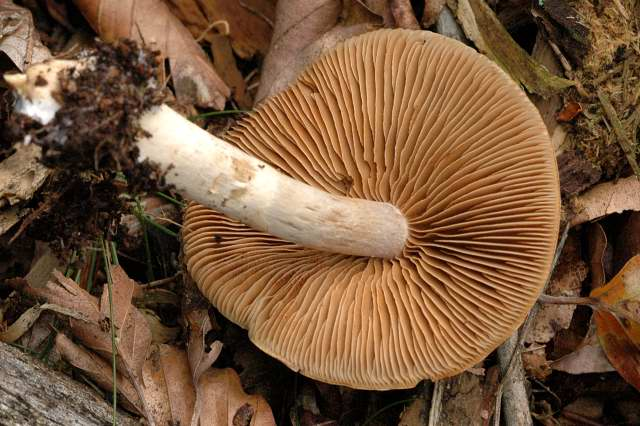
C. rigens, lamele și picior
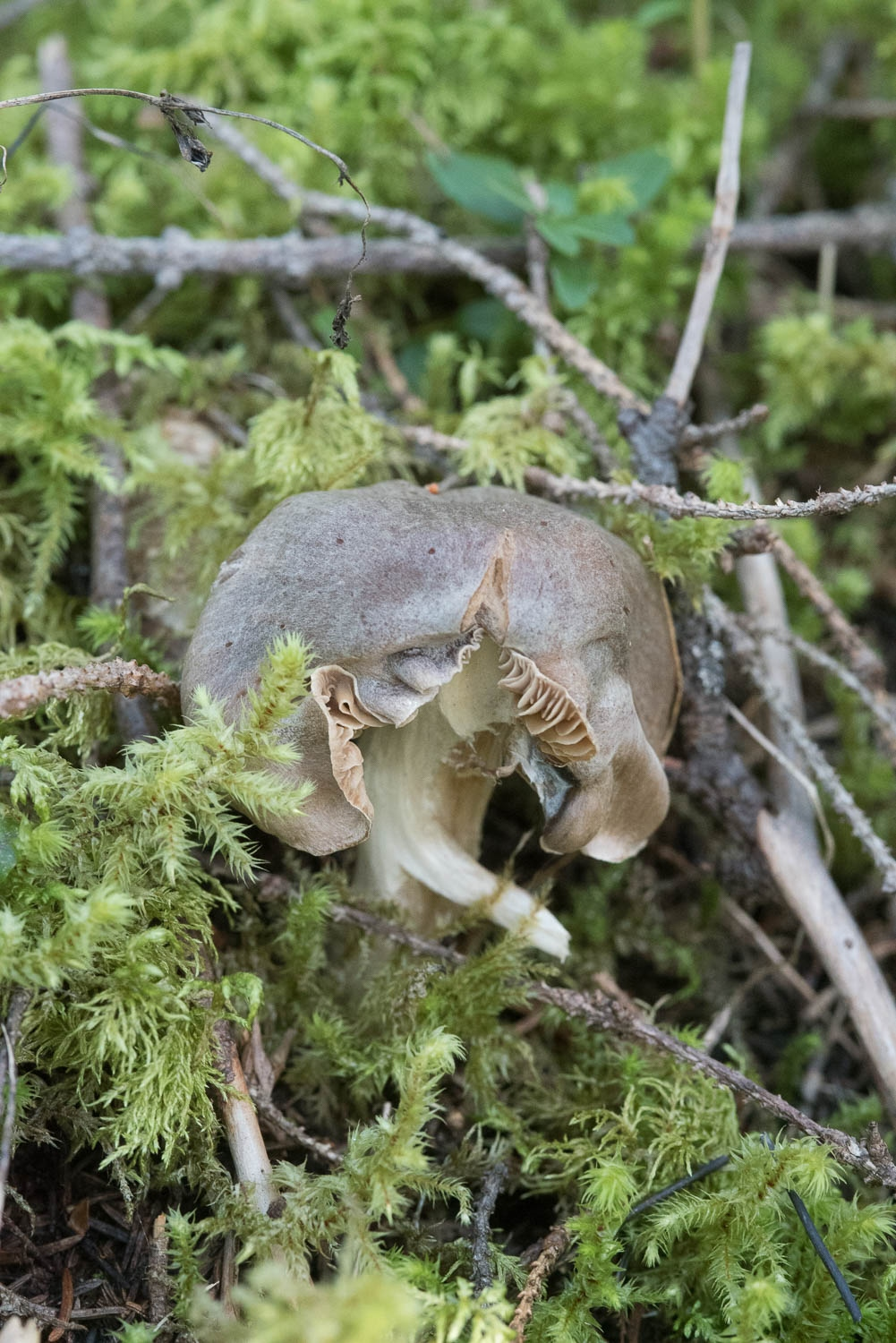
C. rigens mai tânăr
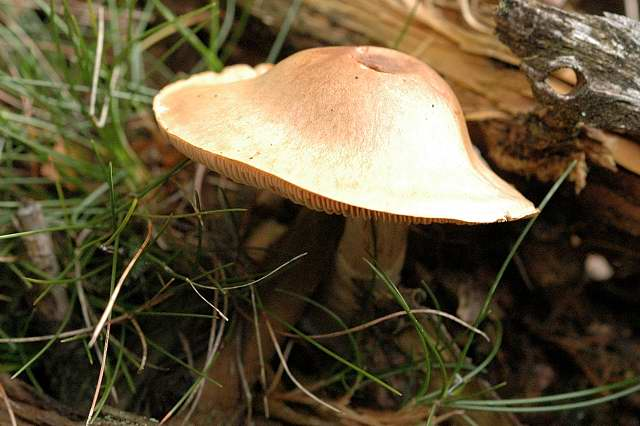
C. rigens mai bătrân, deshidratat

## Confuzii
Specia poate fi confundată de exemplu cu: Cortinarius armeniacus (necomestibil), Cortinarius cagei sin. Cortinarius bicolor (necomestibil), Cortinarius duracinus (necomestibil) + imagini Arhivat în 30 decembrie 2022, la Wayback Machine., Cortinarius fasciatus (necomestibil),  Cortinarius fulvescens (necomestibil), Cortinarius gentilis (otrăvitor), Cortinarius hinnuleus (necomestibil), Cortinarius infractus (necomestibil, extrem de amar), Cortinarius laniger (necomestibil), Cortinarius malachius (necomestibil), Cortinarius torvus (necomestibil), Cortinarius triformis (necomestibil), sau Cortinarius uraceus (necomestibil).

## Specii asemănătoare în imagini

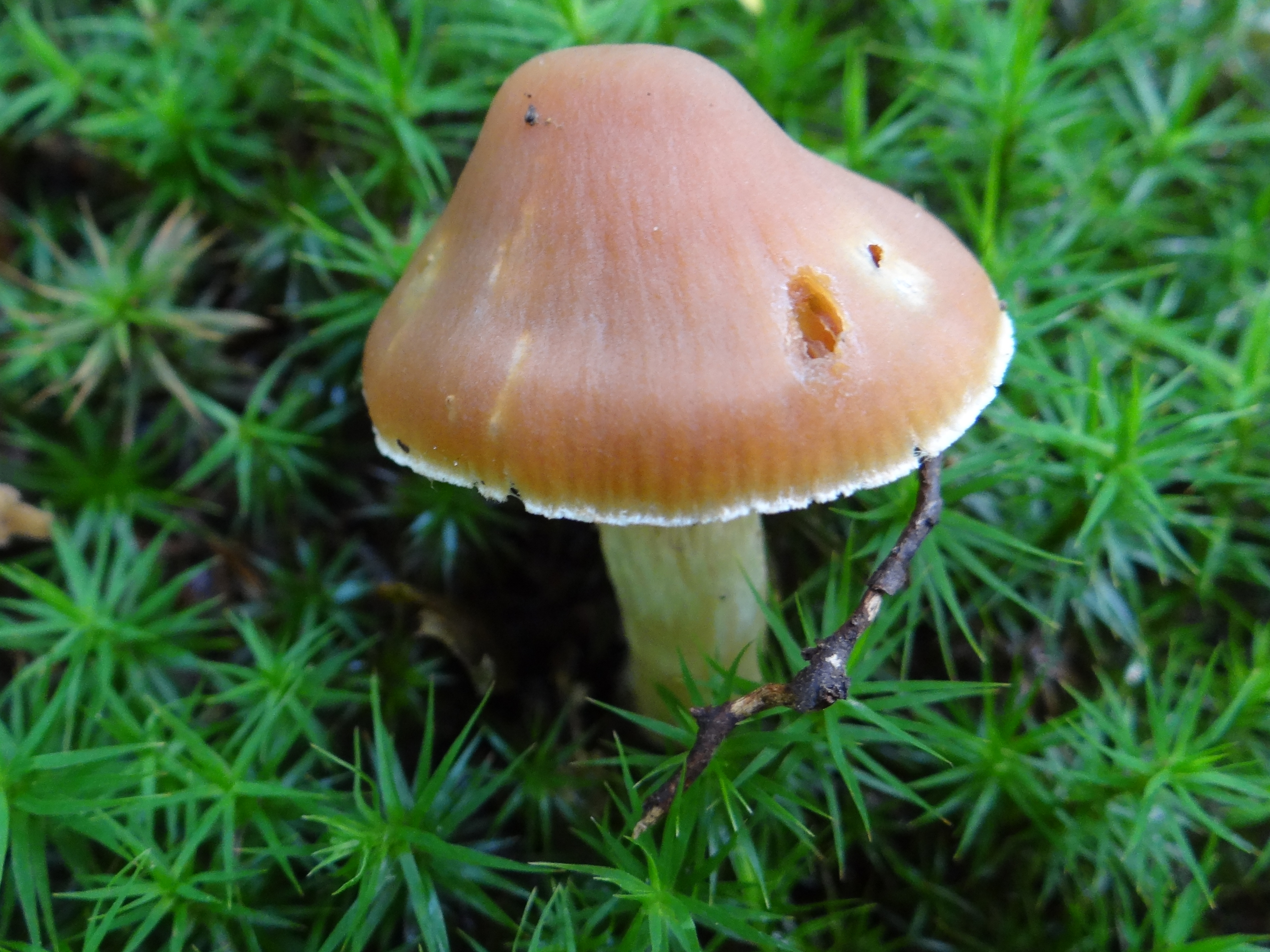
!Cortinarius armeniacus!
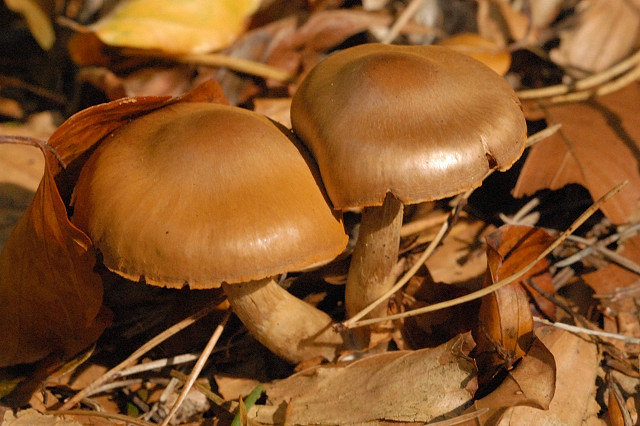
!Cortinarius cagei!
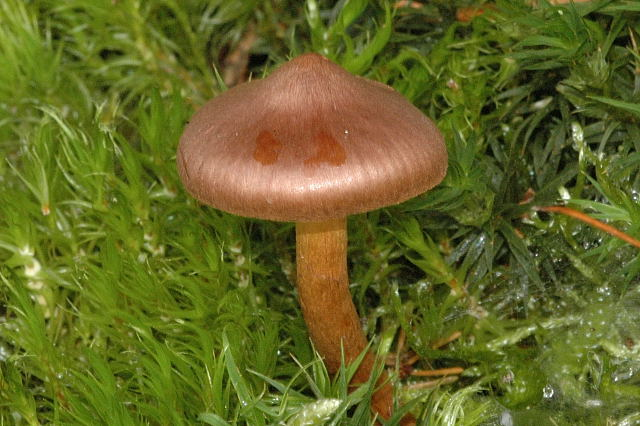
!Cortinarius fasciatus!
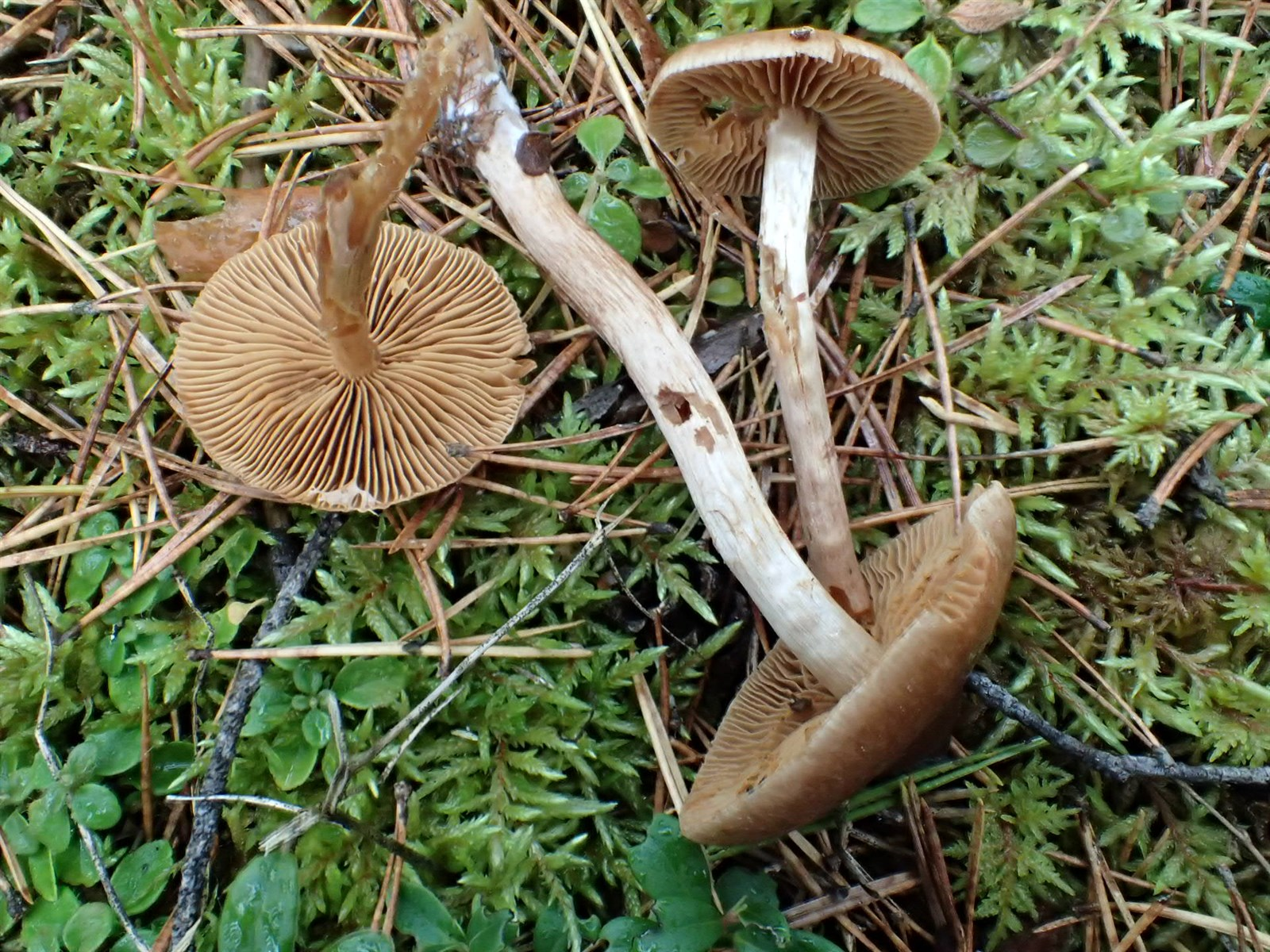
!Cortinarius fulvescens!
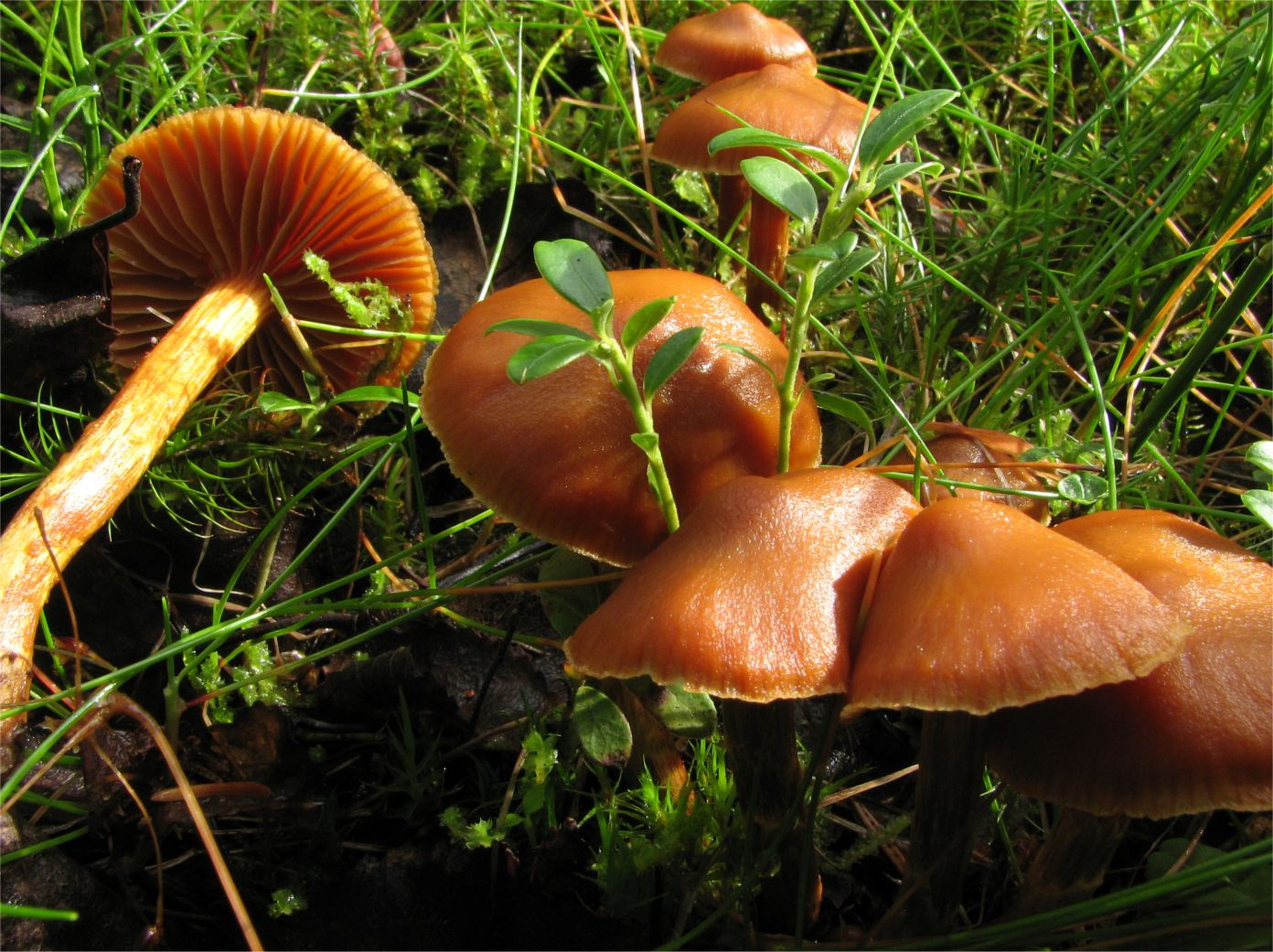
!!Cortinarius gentilis!!
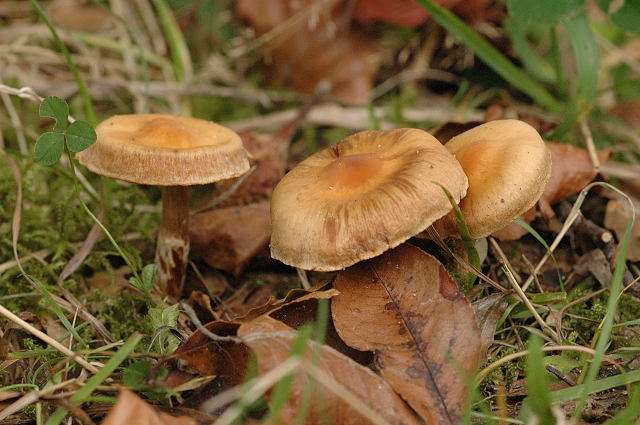
!Cortinarius hinnuleus!

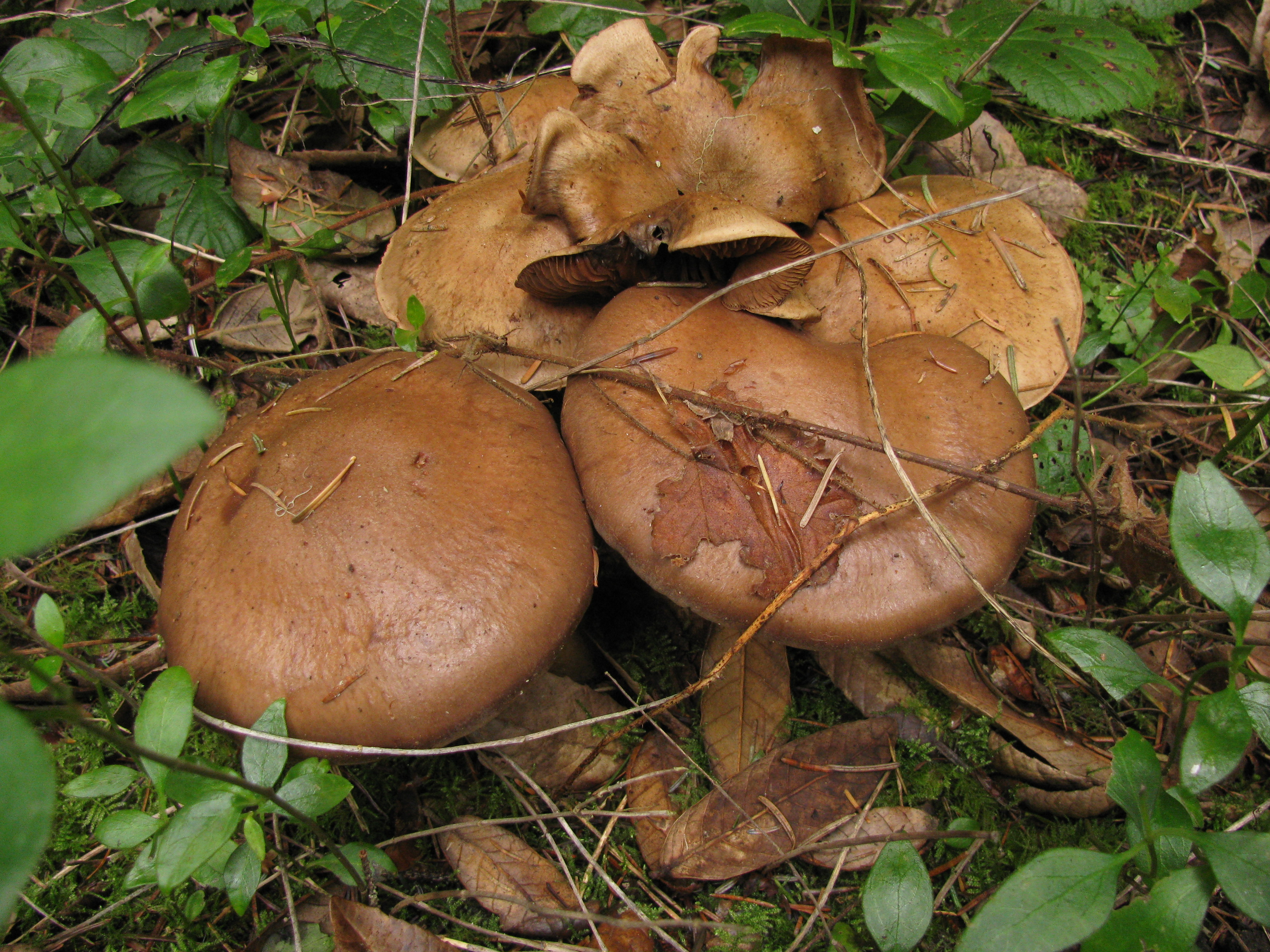
!Cortinarius infractus!
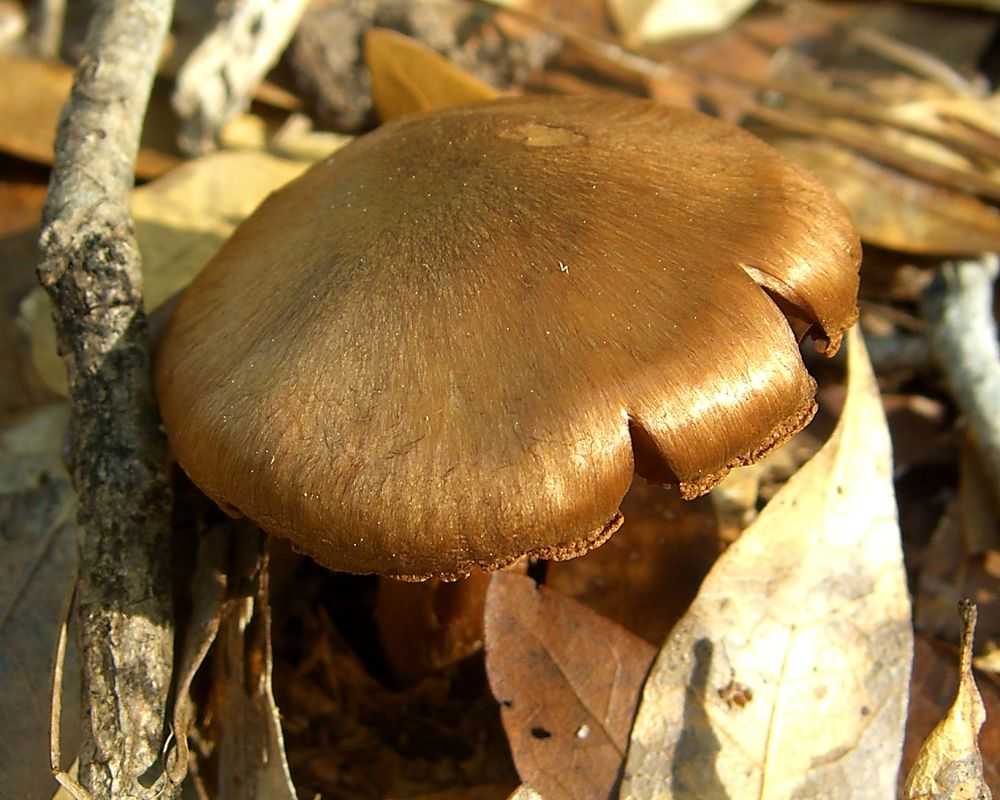
!Cortinarius laniger!
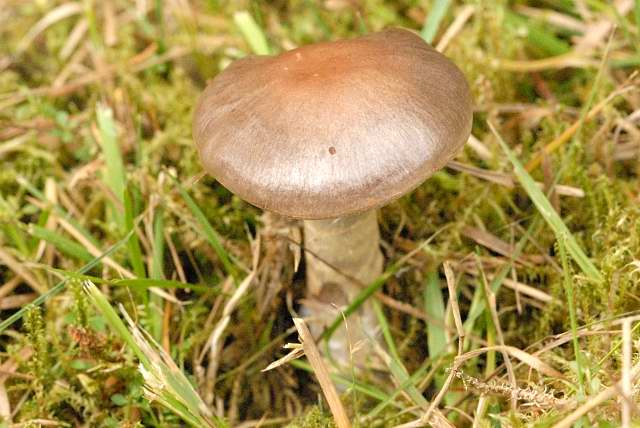
!Cortinarius malachius!
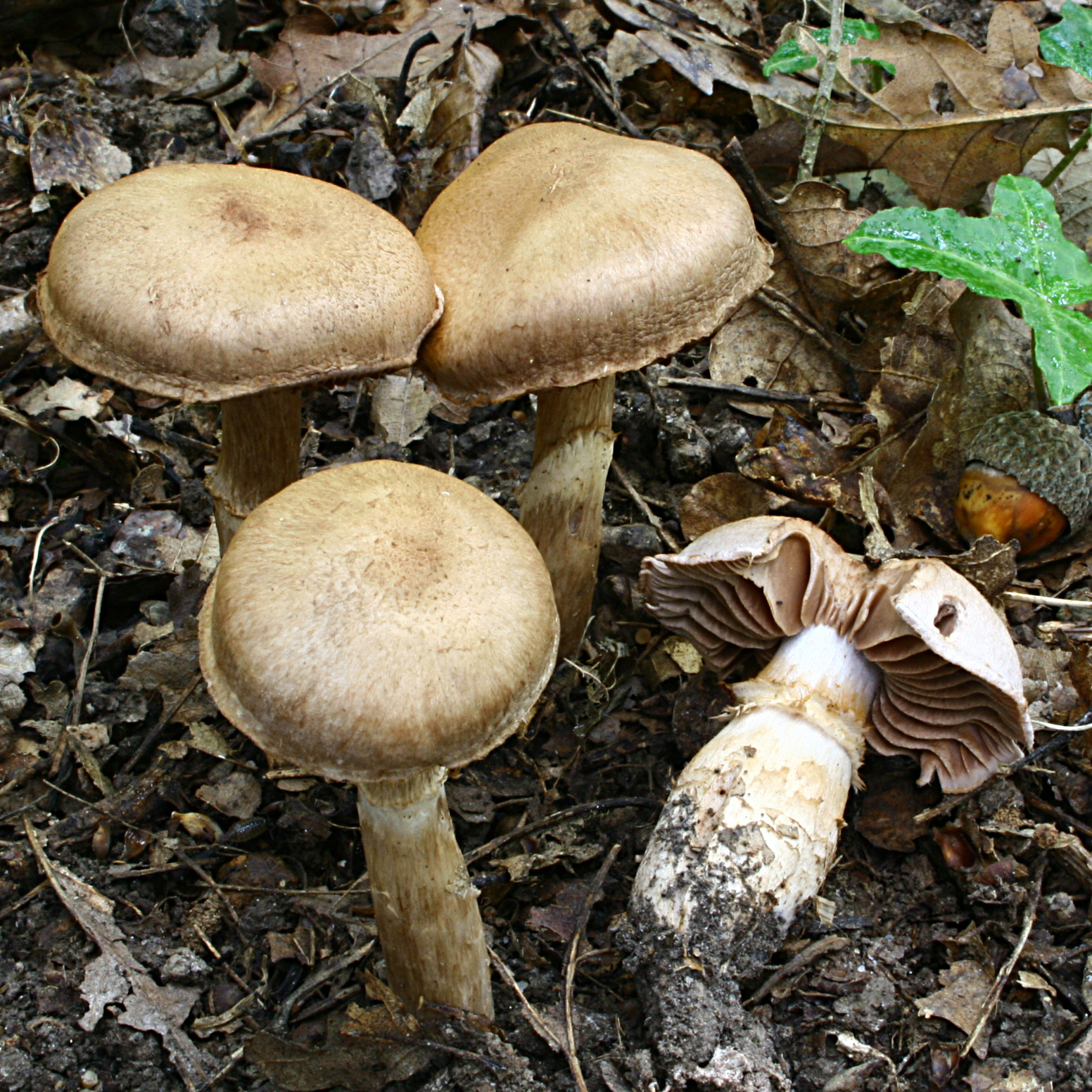
!Cortinarius torvus!
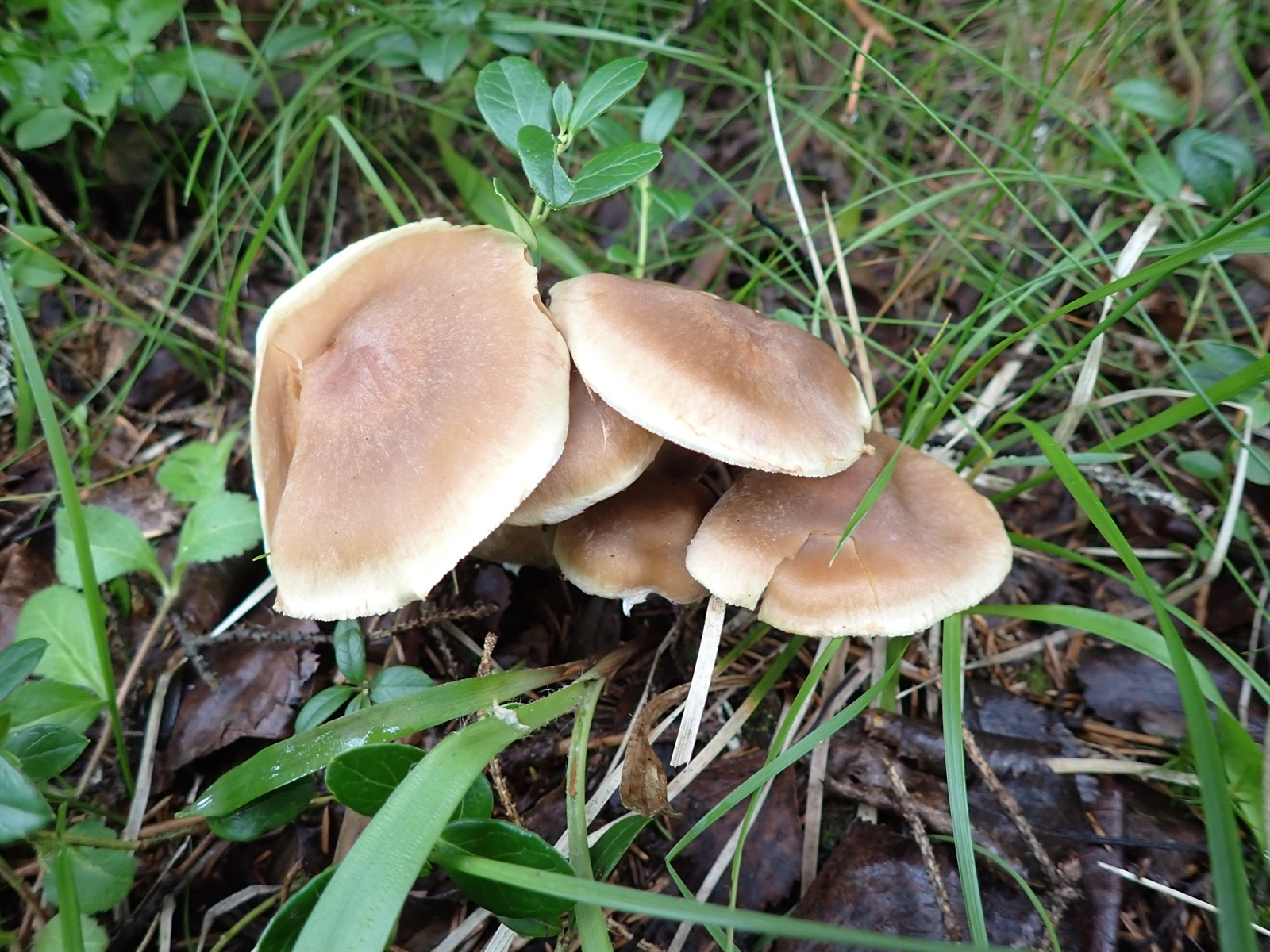
!Cortinarius triformis!
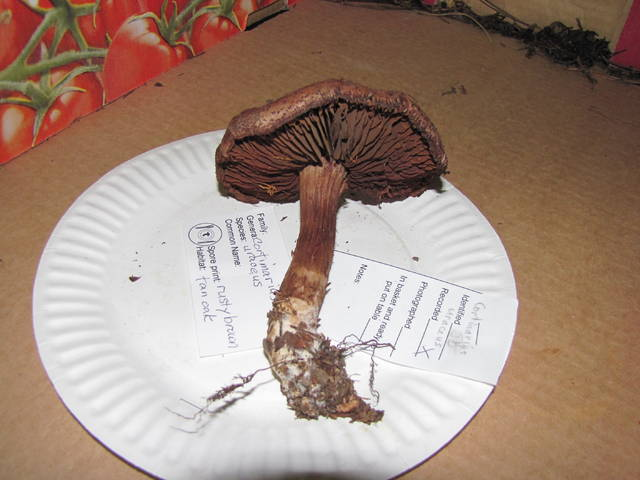
!Cortinarius uraceus!

## Valorificare
Cortinarius rigens nu este toxic, dar necomestibil din cauza mirosului neplăcut și al gustului amar. 